# Чубковичи
Чубковичи — село в Стародубском районе Брянской области России. Входит в состав Каменского сельского поселения.

## География
Село расположено в 13 км к юго-западу от Стародуба.

## История
В XVII—XVIII вв входило в полковую (2-ю) сотню Стародубского полка; с 1782 г. по 1929 г. в Стародубском уезде . В конце XIX в. была открыта церковно-приходская школа. До 1960 г. — центр Чубковичского сельсовета. В 1964 г в состав села включен хутор Грицевка; в 1974 — поселки Беров и Пекушовка. Максимальное число жителей отмечено в 1926 г. — 1300 человек.

## Население
| 2010 | 2013 |
| ---- | ---- |
| 374  | ↘353 |

## Русская православная церковь
Деревянная Свято-Аннинская церковь, известная с конца XVII столетия (последнее храмовое здание возведено в 1705 г. (расширено в 1756 г.). По некоторым данным первый храм на месте нынешней церкви был построен ещё в XIII в. В советские годы храм был закрыт на короткое время с 1937 по 1941 годы. Со времени Великой Отечественной войны и по сей день в нем совершаются Богослужения. По преданию более 400 лет здесь, на могучем дубовом пне была явлена чудотворная икона Божией Матери, которую позже назовут Чубковская Одигитрия. Этот образ является ныне одной из главных святынь Брянщины. Иконе приписывают многие чудеса, например, когда в 1824 г. в этих местах бушевала холера, икону с крестным ходом обнесли вокруг села, и эпидемия отступила. Ежегодно 10 августа, в день обретения иконы, в селе стекается огромное количество паломников со всей России.

## Достопримечательности
Родник чистой воды, который, как гласит предание, забил из-под пня, на котором была явлена Чубковская Одигитрия. С тех пор источник почитается как святой. В богоборческие времена при Советской власти в криницу кинули большой камень чтобы перекрыть водоток. Ныне камень извлечен установлен на постаменте, став своеобразным памятником «гонениям на церковь Христову».